# 马思聪故居
马思聪故居，位于中国广东省汕尾市海丰县海城镇中山西路32号，为海丰县的一个县级文物保护单位，类型为近现代重要史迹及代表性建筑，公布时间为2004年12月31日。
马思聪故居的历史年代为清末。